# Black Night (딥 퍼플의 노래)
〈Black Night〉는 영국 하드 록 밴드 딥 퍼플의 곡이다. 이 싱글은 영국 차트 2위까지 올랐으며, 딥 퍼플의 첫 번째 오리지널 싱글이다.

## 구성
- 이언 길런 : 보컬
- 리치 블랙모어 : 기타
- 로저 글로버 : 베이스 기타
- 존 로드 : 오르간
- 이언 페이스 : 드럼